# (567) Éleuthéria
(567) Éleuthéria est un astéroïde de la ceinture principale découvert par Paul Götz le 28 mai 1905.
Il a été ainsi baptisé en référence à la déesse grecque de la liberté, Éleuthéria.